# FC Schalke 04 Gelsenkirchen
Schalke je nemški nogometni klub iz mesta Gelsenkirchen. Schalke je eden od najpopularnejših nemških klubov, ki pa je imel zadnje zelo uspešno obdobje med letoma 1930 in 1940. Schalke je prvo evropsko trofejo osvojil leta 1997, po tem ko je v finalu Pokala UEFA premagal Inter iz Milana po izvedenih enajstmetrovkah. Za klub je v svoji uspešni karieri igral tudi najboljši slovenski nogometaš Brane Oblak.

## Stadion
Schalke svoje domače tekme igra na stadionu Veltins-Arena, poznan tudi kot Arena AufSchalke.

## Uspehi

### Mednarodni uspehi
Nogometna Liga prvakov
- Polfinale (1): 2011

Pokal Uefa
- Zmagovalci (1): 1997

Pokal Intertoto
- Zmagovalci (2): 2003, 2004

Coppa delle Alpi
- Zmagovalci (1): 1968

### Domači uspehi
Bundesliga
- Prvaki (7): 1934, 1935, 1937, 1939, 1940, 1942, 1958
  - Viceprvaki (9): 1933, 1938, 1941, 1972, 1977, 2001, 2005, 2007, 2010

Nemški nogometni pokal
- Zmagovalci (5): 1937, 1972, 2001, 2002, 2011
  - Finalisti (7): 1935, 1936, 1941, 1942, 1955, 1969, 2005

Liga pokal
- Zmagovalci (1): 2005
  - Finalisti (3): 2001, 2002, 2007

Nemški nogometni superpokal
- Zmagovalci (1): 2011
  - Finalisti (2): 1940, 2010

2. Bundesliga
- Prvaki (2): 1981,1991
  - Viceprvaki (1): 1984